# HEC Paris
HEC Paris (École des hautes études commerciales de Paris; pol. Szkoła Zaawansowanych Studiów Handlowych w Paryżu) – europejska szkoła biznesowa posiadająca trzy kampusy: w Paryżu, Jouy-en-Josas i Doha. Założona w 1881. We Francji posiada status grande école.
W 2019 roku w rankingu Financial Times HEC uplasowała się na 1. miejscu pośród wszystkich szkół biznesowych w Europie. Szkoła została doceniona również w dziedzinie studiów menadżerskich – program Executive MBA zajął 3. miejsce w ogólnoświatowym rankingu programów typu Master of Business Administration (MBA). Szkoła oferuje również tytuł magistra innowacji wykonawczych i przedsiębiorczości we współpracy z Coursera. Jest w 100% online i ma na celu przeszkolenie kadry kierowniczej wyższego szczebla specjalizującej się w tych dwóch obszarach w ciągu 18 miesięcy. Otworzył swoje podwoje w marcu 2017 roku.
Programy studiów realizowane przez HEC posiadają potrójną akredytację przyznaną przez AMBA, EQUIS oraz AACSB. Wśród najznamienitszych absolwentów tej uczelni znajdują się między innymi: Stanislas Guerini (francuski polityk), Pierre Lequiller (francuski polityk, ekonomista i samorządowiec), Pascal Lamy (dyrektor generalny WTO) i François Hollande (Prezydent Republiki Francuskiej).
Jej stowarzyszenie absolwentów, HEC Alumni, jest jedną z najstarszych sieci społecznościowych na świecie.
15 września 2020 r. szkoła współtworzył z Institut polytechnique de Paris centrum badań sztucznej inteligencji Hi! PARIS.
Szkoła posiada trzy inne ośrodki badawcze: Society & Organizations Institute, Innovation & Entrepreneurship Institute oraz GREGHEC (Groupement de Recherche et d’Etudes en Gestion à HEC Paris).

## Historia

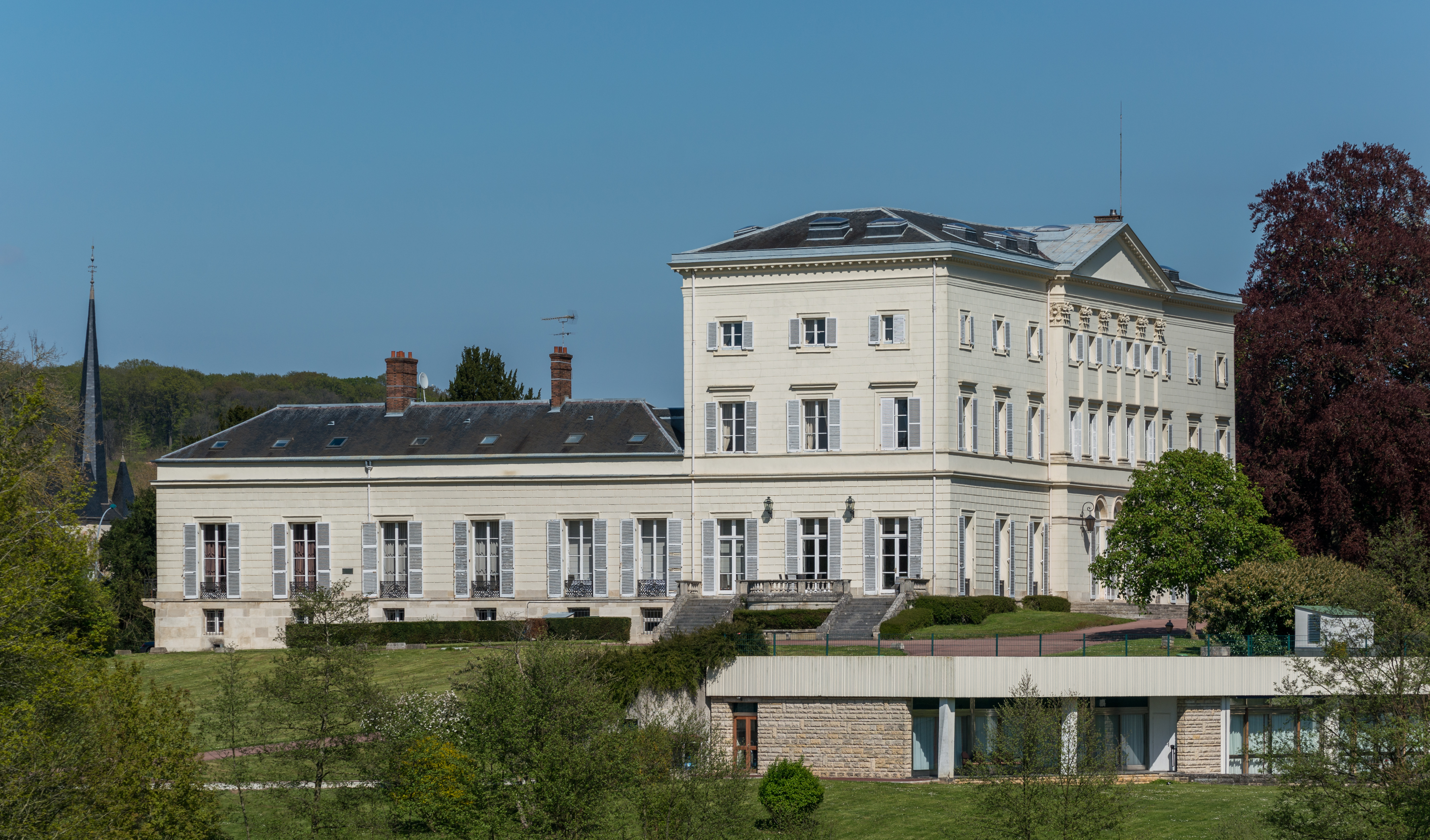
Zamek HEC w Jouy-en-Josas, poświęcony edukacji menedżerskiej

Została założona w 1881 roku przez Gustave'a Emmanuela Roya, prezesa Izby Handlowej Paryża (CCIP), z 57 studentami w pierwszym roczniku.
W 1921 roku szkoła wprowadziła metodę studiów przypadków Harvard Business School, ale większość zajęć miała charakter teoretyczny. W 1938 roku program HEC przedłużono do 3 lat.
W 1964 roku prezydent Francji Charles de Gaulle zainaugurował powstanie nowego, obsadzonego drzewami kampusu o powierzchni 250 akrów (1,0 km²) w Jouy-en-Josas. W 1967 roku HEC uruchomił programy kształcenia kadry kierowniczej. Kobiety są przyjmowane do HEC od 1973 roku. W tym roku przyjęto tylko 27 kobiet, a HEC jeunes filles (HECJF), kolejna szkoła przeznaczona dla kobiet, została zamknięta. Jej absolwenci są oficjalnie uważani za absolwentów HEC. Wśród nich znajduje się Édith Cresson, pierwsza kobieta na stanowisku premiera Francji.
Studia doktoranckie powstały w 1975 roku, ale do 1985 roku doktoranci musieli ukończyć pracę doktorską na uniwersytecie. W 1985 roku HEC uzyskała prawo nadawania stopnia doktora, przed ESSEC (2010) i ESCP (2012).
Szkoła opracowała katedry finansowane przez firmy (Deloitte, EDF, Toshiba, ...), aby zacieśnić więzi między HEC a firmami. Fundacja HEC, utworzona w 1972 r., ma na celu rozwijanie tych powiązań i finansowanie szkoły przez przedsiębiorstwa.
W 2016 r. uczelnia przyjęła nowy statut prawny i stała się spółką publiczno-prywatną (École consulaire lub EESC), w dużej mierze finansowaną przez Paryską Izbę Handlową.
W 2017 r. HEC uruchomiło ofertę nowych programów podwójnego dyplomu pod nazwą M2M we współpracy z Yale School of Management, Hong Kong University of Science and Technology i Fundacją Getúlio Vargas.
W marcu tego samego roku szkoła uruchomiła program Executive Master w zakresie innowacji i przedsiębiorczości we współpracy z Coursera.
15 września 2020 r. uczelnia wspólnie z Institut polytechnique de Paris założyła centrum badań nad sztuczną inteligencją Hi! PARIS.
W październiku 2023 r. uczelnia ogłosiła utworzenie kierunku licencjackiego w zakresie danych, społeczeństwa i organizacji we współpracy z Uniwersytetem Bocconiego w Mediolanie.

## Programy
We Francji studia licencjackie z zakresu administracji biznesowej podzielone są na trzy poziomy, które ułatwiają międzynarodową mobilność: licencjat, magisterium i doktorat. Do uzyskania stopnia naukowego wymagane jest uzyskanie 180 punktów ECTS (licencjat + 3); tytuł magistra, 120 dodatkowych punktów ECTS (licencjat + 5). HEC Paris oferuje studia licencjackie od października 2023 r.; Jego upragnione studia PGE (Programme Grande école) kończą się uzyskaniem tytułu magistra zarządzania (MiM). Oprócz PGE studenci HEC mogą uzyskać inne stopnie magisterskie, takie jak MBA (licencjat + 5) lub doktorat (licencjat + 8).

### Kursy „Grande école”
Studia w Grande école HEC Paris umożliwiają zdobycie tytułu magistra nauk (MSc) w zakresie zarządzania, uważanego przez Financial Times za najlepszy program studiów magisterskich w zakresie administracji biznesowej i zarządzania w Europie.
- Konkurs wstępu. Kandydaci do programu HEC Paris Grande école są wybierani w drodze konkursu, który jest uważany za jeden z najbardziej selektywnych w francuskim systemie edukacji. Możliwości dostępu są następujące:
  - Rekrutacja na pierwszy rok: po trzech latach zajęć przygotowawczych, w drodze konkursu oferowanych jest 380 miejsc dla około 4000 kandydatów. Nie proponuje się żadnej listy uzupełniającej (oznacza to, że jeśli kandydat odrzuci otrzymane stanowisko, stanowisko to pozostaje wolne i nie jest oferowane kolejnym zakwalifikowanym kandydatom w konkursie).
  - Rekrutacja na drugi rok: bezpośredni konkurs oferuje 50 miejsc dla około 1100 kandydatów. Mogą wziąć w nim udział najlepsi studenci francuskich uniwersytetów, posiadający co najmniej tytuł licencjata[25].
  - Rekrutacja międzynarodowa: Kandydaci posiadający dyplom uzyskany w innym kraju niż francuski mogą ubiegać się o przyjęcie do HEC, jeśli zostaną wybrani przez Międzynarodową Służbę Rekrutacyjną. Najlepsi studenci wiodących europejskich uczelni, takich jak ESADE, mogą zostać przyjęci bezpośrednio na ostatni rok studiów w ramach programu grande école, dzięki porozumieniu o podwójnym dyplomie między uniwersytetami[26].

### MSc in International Finance (MIF)
Studia magisterskie z zakresu finansów międzynarodowych zajmują pierwsze miejsce na świecie w rankingu programów przygotowawczych (według rankingu FT z 2022 r.). Pierwszy semestr poświęcony jest zajęciom podstawowym i zaawansowanym, natomiast drugi semestr pozwala studentom na wybór spośród szeregu przedmiotów fakultatywnych, a także szerokiej gamy przedmiotów dodatkowych.
Program obejmuje szereg warsztatów i wydarzeń z udziałem banków i międzynarodowych firm, w tym wyjazd studyjny do Londynu, mający na celu zwiększenie możliwości znalezienia pracy i nawiązania kontaktów.
Studenci mogą wybierać pomiędzy (1) kierunkiem biznesowym: przeznaczonym dla studentów posiadających doświadczenie w biznesie, finansach lub księgowości; lub (2) kariera przyspieszona: przeznaczona dla studentów posiadających doświadczenie w dziedzinie nauk ilościowych, takiej jak matematyka, inżynieria, fizyka i ekonometria.
Studenci kierunku Biznes i kierunku Przyspieszonego mają dostęp do tej samej grupy przedmiotów do wyboru w semestrze wiosennym i mają takie same możliwości zawodowe po zakończeniu programu. W szczególności, obaj studenci mają dostęp do specjalizacji z zakresu finansów korporacyjnych lub specjalizacji z zakresu rynków kapitałowych (semestr wiosenny).
W zależności od dokonanego wyboru, studenci będą mieli dostęp do określonego zakresu kursów podstawowych i fakultatywnych. Podczas gdy pierwszy semestr poświęcony jest kursom podstawowym i zaawansowanym, drugi semestr pozwala studentom wybierać pomiędzy koncentracją kursów fakultatywnych a szeroką gamą bezpłatnych kursów fakultatywnych.

### Programy magisterskie/magisterskie 12-24 miesięcy
- MSc Consulting and Coaching for Change (z Uniwersytet Oksfordzki)
- MSc Innovation and Entrepreneurship (dostarczone przez Coursera)
- MSc International Finance
- MS/LL.M International Law and Management
- MSc Managerial and Financial Economics
- MSc/MS Marketing
- MSc/MS Media Art and Creation
- MSc Strategic Management
- MSc Sustainability and Social Innovation
- MSc X-HEC Data Science for Business (z École polytechnique)
- MSc X-HEC Entrepreneurs (z École polytechnique)

### Master of Business Administration (MBA)
Program MBA, utworzony w 1969 roku, ma dwa cykle nauczania: wrzesień i styczeń. Program HEC MBA składa się z 16-miesięcznego programu nauczania, w tym 8 miesięcy zajęć podstawowych i 8 miesięcy programu spersonalizowanego, który obejmuje kilka opcji specjalizacji, programów wymiany i projektów zawodowych. Oferowane są programy wymiany i podwójnego dyplomu we współpracy z około 40 partnerskimi międzynarodowymi szkołami biznesu, m.in. Singapore Management University, HKUST, London Business School, Columbia Business School, Wharton i Yale.

### Edukacja kadry kierowniczej

#### Executive MSc in Innovation and Entrepreneurship
Executive Master Innovation & Entrepreneurship to program opracowany przez HEC Paris we współpracy z Coursera. Program jest w 100% internetowy i ma na celu przeszkolenie wyspecjalizowanej kadry kierowniczej w tych dwóch obszarach w ciągu 18 miesięcy. Inauguracja kursu odbyła się w marcu 2017 roku.

#### Executive MBA
Wcześniej (do 2002 r.) nazywano je Centre de perfectionnement aux affaires, a program HEC Executive MBA jest skierowany do kadry kierowniczej wyższego szczebla. Posiada potrójną akredytację AACSB, AMBA i EQUIS. Executive MBA to program wielokierunkowy oferowany w Paryżu (Francja), Pekinie (Chiny), Sankt Petersburgu (Rosja) i Dosze (Katar). Zajęcia obejmują teorię, studia przypadków, projekty strategiczne, szkolenia przywódcze, kampusy społeczności UE oraz wymiany zagraniczne w Stanach Zjednoczonych i Azji. W programie uczestniczą następujące uniwersytety: NYU, UCLA, Babson College w Stanach Zjednoczonych, Tsinghua University w Chinach i Nihon University w Japonii.

#### TRIUM Global Executive MBA
HEC oferuje również program TRIUM Global Executive MBA we współpracy ze Stern School of Business na Uniwersytecie Nowojorskim i London School of Economics. Składa się z sześciu modułów realizowanych w pięciu międzynarodowych lokalizacjach biznesowych w ciągu 16 miesięcy.

### Program doktorancki
Program doktorancki z zakresu zarządzania HEC Paris oferuje szkolenia przygotowujące do kariery w badaniach naukowych i środowisku akademickim. Oferuje 7 specjalizacji, a ukończenie studiów trwa zazwyczaj od 4 do 5 lat. Oferowane specjalizacje obejmują rachunkowość i kontrolę zarządczą, ekonomię i nauki decyzyjne, finanse, systemy informatyczne i zarządzanie operacyjne, zarządzanie i zasoby ludzkie, marketing oraz strategię i politykę biznesową. W grudniu 2020 r. w programie uczestniczyło 59 studentów reprezentujących 18 narodowości. Ponad 90% studentów po ukończeniu studiów podejmuje karierę akademicką. Wszyscy doktoranci otrzymują całkowite zwolnienie z opłat za naukę, pięcioletnie stypendium pokrywające koszty utrzymania i środki na badania.

## Klasyfikacja
Od 2019 roku HEC Paris jest corocznie uznawana za najlepszą europejską szkołę biznesu przez Financial Times. Program studiów magisterskich z zakresu zarządzania strategicznego zajął pierwsze miejsce w rankingu QS. Jego tytuł magistra finansów regularnie plasuje się w pierwszej dwójce rankingów. Jej program magisterski z marketingu zajmuje również pierwsze miejsce na świecie.

## Badania
15 września 2020 r. uczelnia wspólnie z Institut polytechnique de Paris założyła centrum badań nad sztuczną inteligencją Hi! PARIS.
Przy szkole działają jeszcze trzy inne ośrodki badawcze: Society & Organizations Institute, Innovation & Entrepreneurship Institut oraz GREGHEC (Groupement de Recherche et d’Etudes en Gestion à HEC Paris).
Szkoła oferuje studia w zakresie przedsiębiorczości od ponad 40 lat, od czasu utworzenia w 1977 r. kierunku HEC Entrepreneurs, który obecnie, we współpracy z École polytechnique, przemianowano na MSc X-HEC Entrepreneurs. . W 2007 roku HEC Paris założył Incubateur HEC Paris, inkubator startupów mający na celu wspieranie startupów zakładanych przez absolwentów. Inkubator, którym obecnie kieruje Antoine Leprêtre, od 2017 r. jest częścią kampusu Station F. Od 2017 r. szkoła oferuje również internetowe studia magisterskie poświęcone tej tematyce.

## Znani studenci

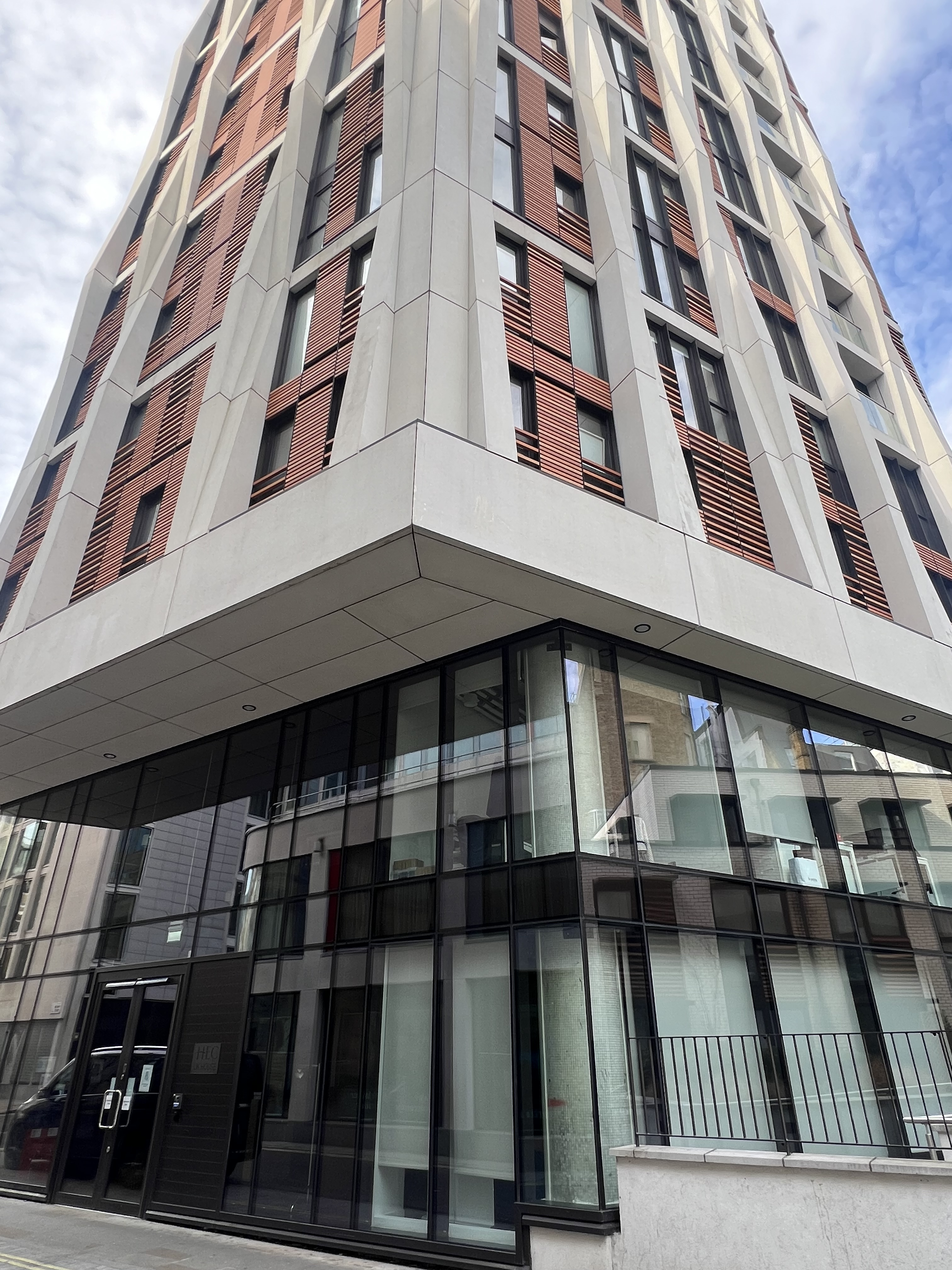
HEC UK House w Londynie

- Jean-Paul Agon
- Claire Chazal
- Roland Garros
- François Hollande
- Dominique Strauss-Kahn

## W kulturze popularnej
Instytucja ta pojawia się w licznych dziełach. Stowarzyszenie złoczyńców, film Claude'a Zidiego z 1987 roku, opowiada historię byłych uczniów.